# Sint-Martinuskerk (Emmerik)
De Sint Martinuskerk (Duits: Kirche St. Martini) is een rooms-katholieke parochiekerk in de aan de Nederlandse grens gelegen stad Emmerik.

## Geschiedenis

### Kapittel
De eerste Emmerikse kerk, waarschijnlijk gesticht door St. Willibrord, was verbonden aan het oudste Gelderse kapittel waarvan de eerste vermelding uit 914 is. Het kapittel bestond uit veertien kanonikaten inclusief de proost die tevens aartsdiaken van het bisdom Utrecht was en rechten had in de Utrechtse bisschopsverkiezing. Het kapittel had alle rechten op de parochiekerk.
Het kapittel van Sint Martinus had namens de bisschop van Utrecht het gezag over kerk en de immuniteit, en over de in de loop van de tijd gevestigde koopmansnederzetting. Ze had de rechtspraak in handen, bemoeienis met het benoemen van de richter en het aanstellen van leden van het kapittel in functies als rentmeester, executeur-testemantair en procurator.
Op 12 mei 1233 stelde het kapittel zich, nadat zij in conflict was gekomen met de kooplieden, onder bescherming van graaf Otto II van Gelre en Zutphen. Otto die reeds de voogdij had, hij werd advocatus principalis genoemd, trad op als vredestichter. Als tegenprestatie verkreeg Otto II de rechten op de parochiekerk, de jurisdictie, het tol- en muntrecht en de rechten op de jaarmarkten. Deze rechten had hij nodig om Emmerik tot stad te kunnen verheffen. In dezelfde oorkonde geeft Otto de ‘’liberi homines’’ of bevoogde koningsvrijen toestemming tot autotraditie aan de kapittelkerk.
Otto’s opvolgers hebben, totdat Emmerik in 1402 aan Kleef kwam, allen in de kapittel-kerk met de hand op de Willibrord-schrijn gezworen dit verdrag te eerbiedigen.
In 1333 zijn er novale tienden geschonken aan de Martinuskerk voor memoriediensten en bouwwerkzaamheden. Verder zijn er geen schenkingen bekend.

### Kerkgebouw
De huidige Martinuskerk werd als kruisvormige, vroegromaanse stiftskerk met dubbele torens tijdens de regering van bisschop Bernold in de jaren 1040-1050 gebouwd. Van de oorspronkelijk buiten de stadsmuren gebouwde basiliek zijn het driedelige koor, de daaronder gelegen crypte en delen van de viering bewaard gebleven. Nadat hoogwater en ijsgang herhaaldelijk de westelijke zijde van de kerk verwoestte, werd dit deel van de kerk opgegeven en het voormalige dwarsschip tot het nieuwe tweeschepig gebouw uitgebouwd en van een noordelijk gelegen toren voorzien. In dezelfde periode werd een lage ronde toren aan de zuidelijke zijde van de westelijke afsluiting opgericht. In de loop der jaren werd de kerk met vele kapellen en kunstwerken verrijkt. De opvallende gevel aan het zuidelijke dwarsschip werd omstreeks 1550 gebouwd.
Nadat Emmerik verwikkeld raakte bij de oorlog van de protestantse Nederlanden tegen Spanje verdween veel van de rijkdom. Vanaf 1628 werd de Martinuskerk meer dan 40 jaar uitsluitend door aanhangers van de calvinistische leer gebruikt. De altaren, de beelden, de muurschilderingen en de glas-in-loodramen gingen verloren en tegenwoordig herinnert slechts het prachtige eiken koorgestoelte nog aan de ooit zo rijke laatgotische inrichting.
Het westelijke zijschip werd in de vroege jaren van de 19e eeuw gesloopt. Ook werd het doksaal uit 1480-1490 verwijderd en het niveau van de vloer met ongeveer 1.10 meter verhoogd. Van het doksaal zijn de bases nog aanwezig. In het kader van een grotere verbouwing werd in 1874 het zijschip opnieuw gebouwd.
Op 7 oktober 1944 richtten brandbommen zware schade aan. Het kerkgebouw brandde geheel uit, slechts de sacristie bleef gespaard. Aansluitende beschietingen vanaf de tegenoverliggende Rijnoever op 23 maart 1945 bezorgden de ruïne nog eens 270 voltreffers. De resten van de kerk werden zo zwaar beschadigd, dat de gewelven en de toren instortten.
De wederopbouw van de kerk vond van 1950 tot 1968 in aanmerkelijk vereenvoudigde vorm plaats. Tijdens de grondige restauratie in de jaren 1976-1989 werd de vloer van het gebouw weer op het oorspronkelijke niveau teruggebracht, keerden de gewelven in de gotische bouwdelen terug en werd het hoogkoor gereconstrueerd.

## Inrichting
Het Vlaamse doopvont van messing met renaissance-motieven werd in de jaren 1531-1535 te Antwerpen vervaardigd. In de Tweede Wereldoorlog werd het beschadigd en daarna grotendeels gerestaureerd. Van het koorgestoelte uit 1486 bleven nog 18 van de oorspronkelijk 36 zetels behouden. Het kerkgebouw kent ettelijke houten beelden. Aan de zuidwestelijke vieringspijler staat het beeld van de heilige Willibrord, het is 15e-eeuws en neogotisch beschilderd. De kruisigingsgroep in de hal van de toren bestaat uit fragmenten van het voormalige triomfkruis uit het begin van de 16e eeuw, de treurende beelden van Maria en Johannes dateren van 1700. De kleuren van de kruisigingsgroep zijn nog deels oorspronkelijk. De beeldhouwer Hendrik van Holt uit Kalkar maakte waarschijnlijk de maansikkelmadonna in de torenhal uit 1530-1540. De kerk telt voorts een aantal epitafen uit de 15e, 16e en 17e eeuw.

## De Mozaïekkapel
De mozaïekkapel betreft het onderste deel van het noordelijke zijkoor van de oude romaanse kerk. De opdeling in twee etages volgde in de 15e eeuw, de gewelven dateren eveneens uit deze tijd. In 1898 werd de kapel geheel met mozaïeken gedecoreerd. Dit werd mogelijk door een schenking van de toenmalige pastoor Jakob Troost, die het jaar daarvoor zijn gouden priesterjubileum vierde. De mandorla's stellen steeds een van de zeven smarten van Maria voor. De vijfde smart (de dood van Jezus) van Maria wordt in een gebrandschilderd venster afgebeeld. Het 19e-eeuwse venster werd in de Tweede Wereldoorlog verwoest, maar kon nauwgezet worden gereconstrueerd. De piëta op het altaar is uit 1530 en wordt aan de beeldhouwer Hendrik van Holt toegeschreven.

## Orgel
Het hoofdorgel werd in 1989 door de orgelbouwfirma Romanus Seifert & Sohn uit Kevelaer ingebouwd. Het sleeplade-instrument bezit 44 registers verdeeld over vier manualen en pedaal. De tracturen zijn mechanisch. Het orgel is bovendien voorzien van een cymbelster, een klokkenspel en misthoorn . Klinkt de misthoorn, dan komt er vanuit de orgelkas een scheepsmodel tevoorschijn. In de crypte bevindt zich nog een orgel. Dit kistorgel werd in 1978 door de firma Johannes Klais Orgelbau uit Bonn gebouwd.

## Schatkamer
Sinds 1983 is in het noordelijke zijkoor een aanzienlijke verzameling van reliquaria en liturgische voorwerpen te bezichtigen. De kerkschat is afkomstig van twee kerken uit Emmerik, de Sint-Martinuskerk en de Sint-Vituskerk in het stadsdeel Elten, en beslaat de laat-ottoonse-salische periode. Een van de topstukken is het Willibrodus-reliquarium uit de 11e eeuw. Waarschijnlijk werd het rond 1040 ergens aan de Nederrijn of in Utrecht gemaakt. De schrijn is voorzien van de tekst: „HE SVNT RELIQUIAE QUAS SCS WILLIBRORDVS ROME A PAPA SERGIO ACCEPIT ET EMBRIKI TRANSPORTAVIT“ (Dit zijn de relikwieën die de heilige Willibrord van paus Sergius in ontvangst nam en naar Emmerik heeft gebracht). In de schrijn bevinden zich de relieken van beenderen van de apostel Petrus en de heilige Walburga, splinters van het Kruis en de Heilige Lans en een stuk van het boetekleed dat Christus op last van Herodes moest dragen. De met edelstenen bezette en reliëfs van de symbolen van de evangelisten versierde schrijn met een bekroning van de kruisigingsgroep werd in de 16e eeuw omgebouwd tot een monstrans en is een halve meter hoog. In de middeleeuwen moesten vorsten er na hun inhuldiging door handoplegging de eed afleggen.
Vermeldenswaardig zijn verder o.a.:
- een armreliek van de heilige Martinus dat in 1521 is vervaardigd;
- het crucifix uit 1170;
- een calvarieberg van verguld zilver uit de jaren 1420-1430 die waarschijnlijk afkomstig is uit de Nederlanden;
- het laatgotische Madonnabeeld (1480) dat werd geschonken door de proost graaf Maurits van Spiegelberg;
- een 13e-eeuwse reliekhouder van bergkristal in de vorm van een vis;
- een monstrans van Nederlandse makelij uit de eerste helft van de 15e eeuw met een beeld van de heilige Michaël als drakendoder.

## Afbeeldingen

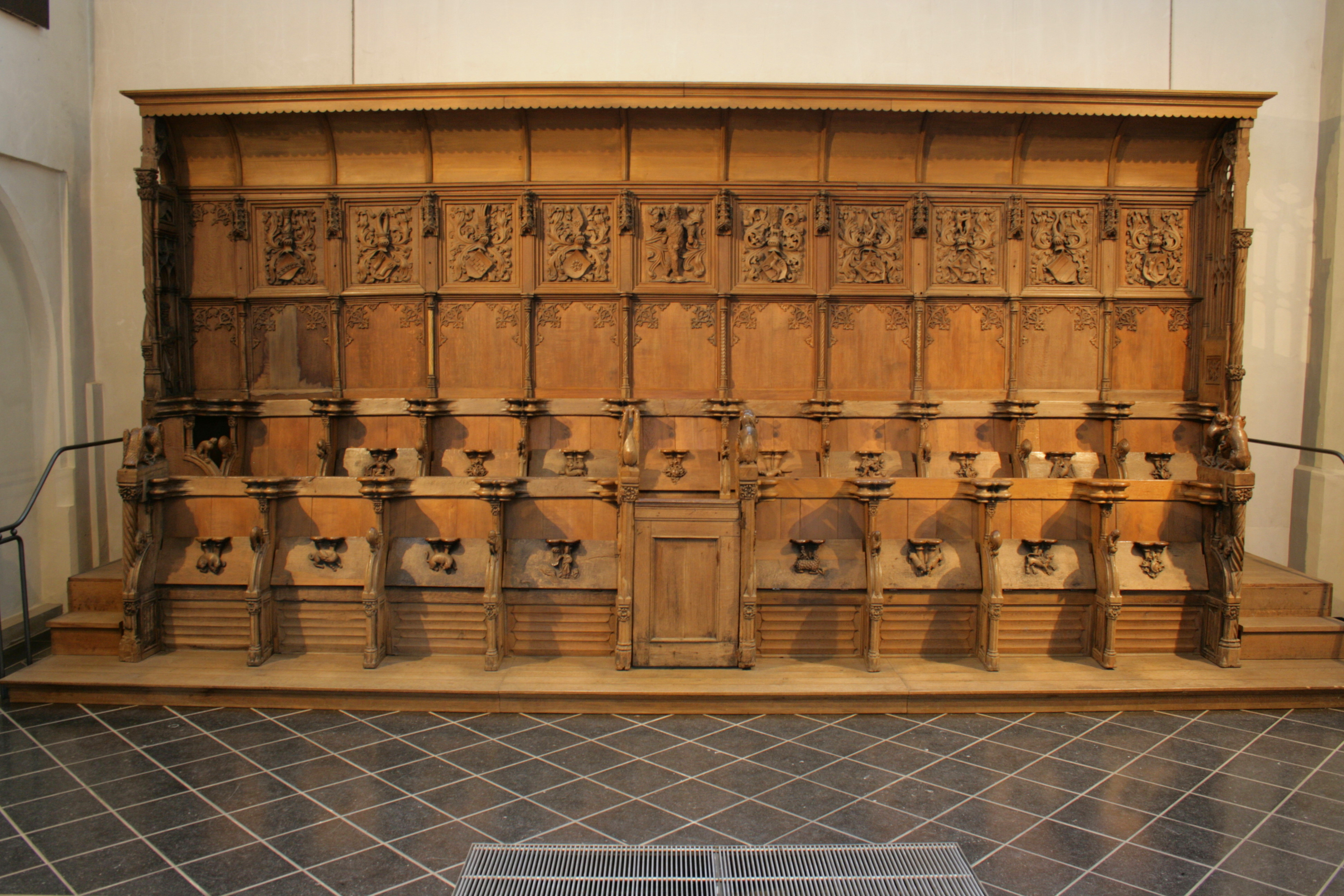
Het koorgestoelte
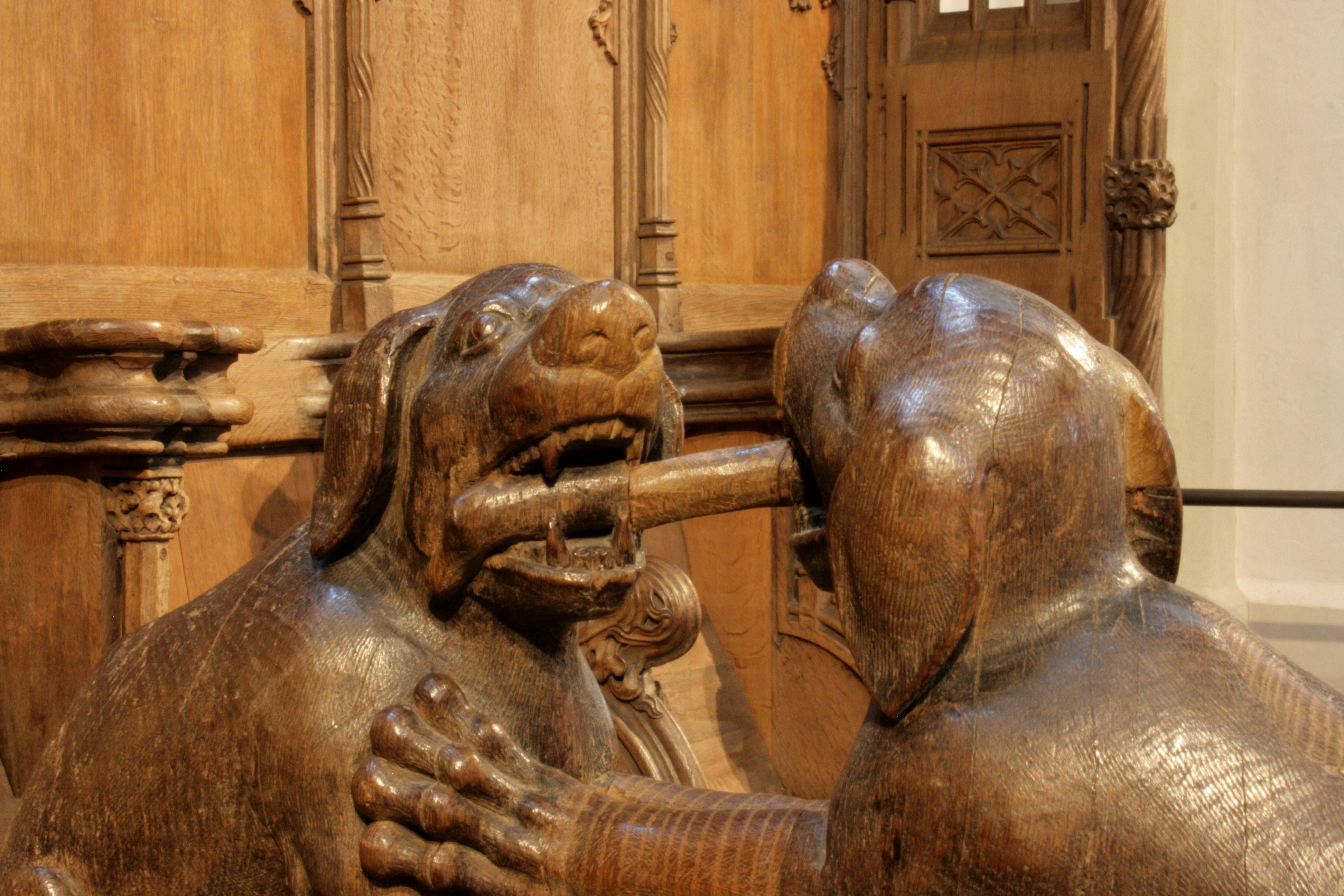
Detail koorgestoelte
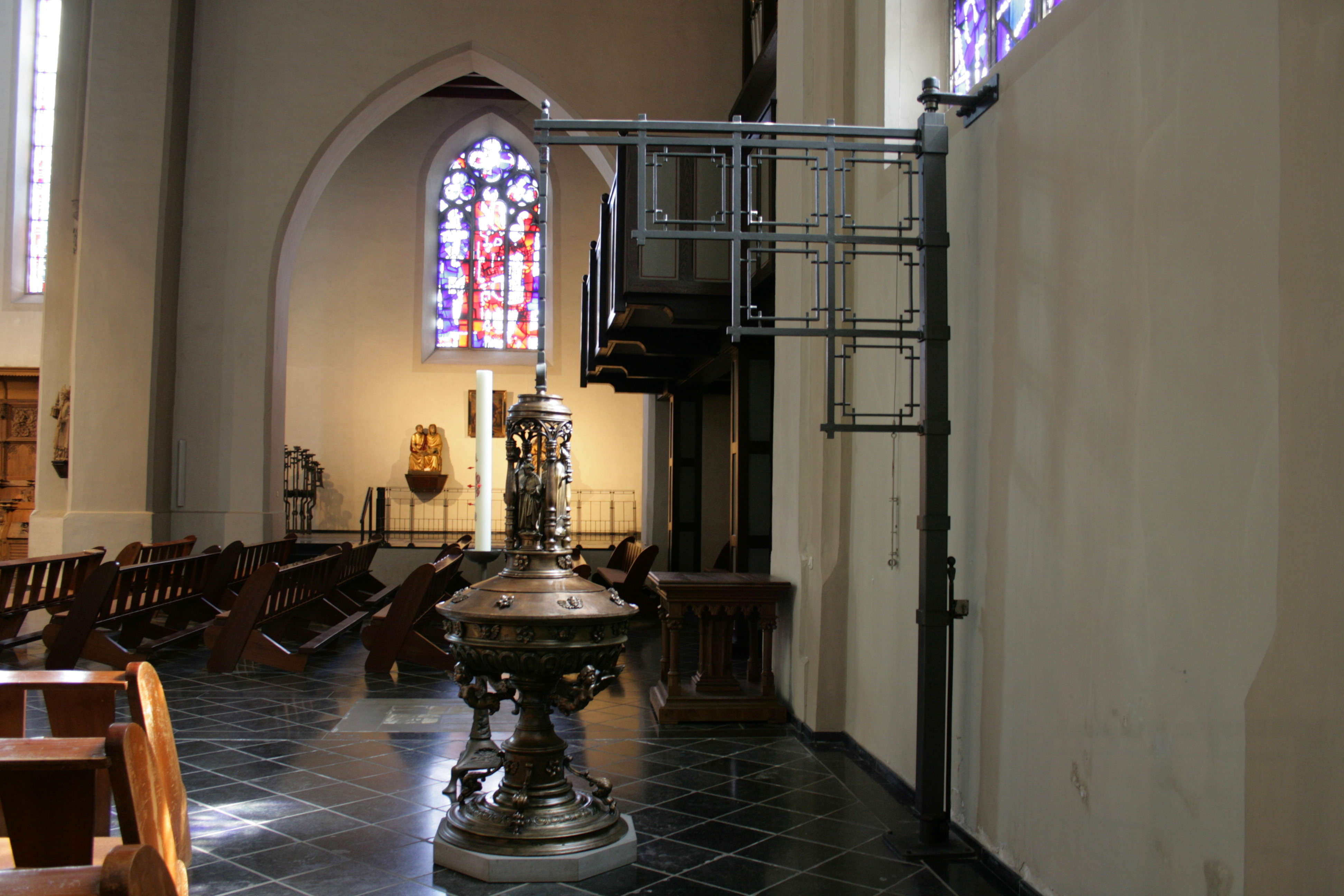
Doopvont
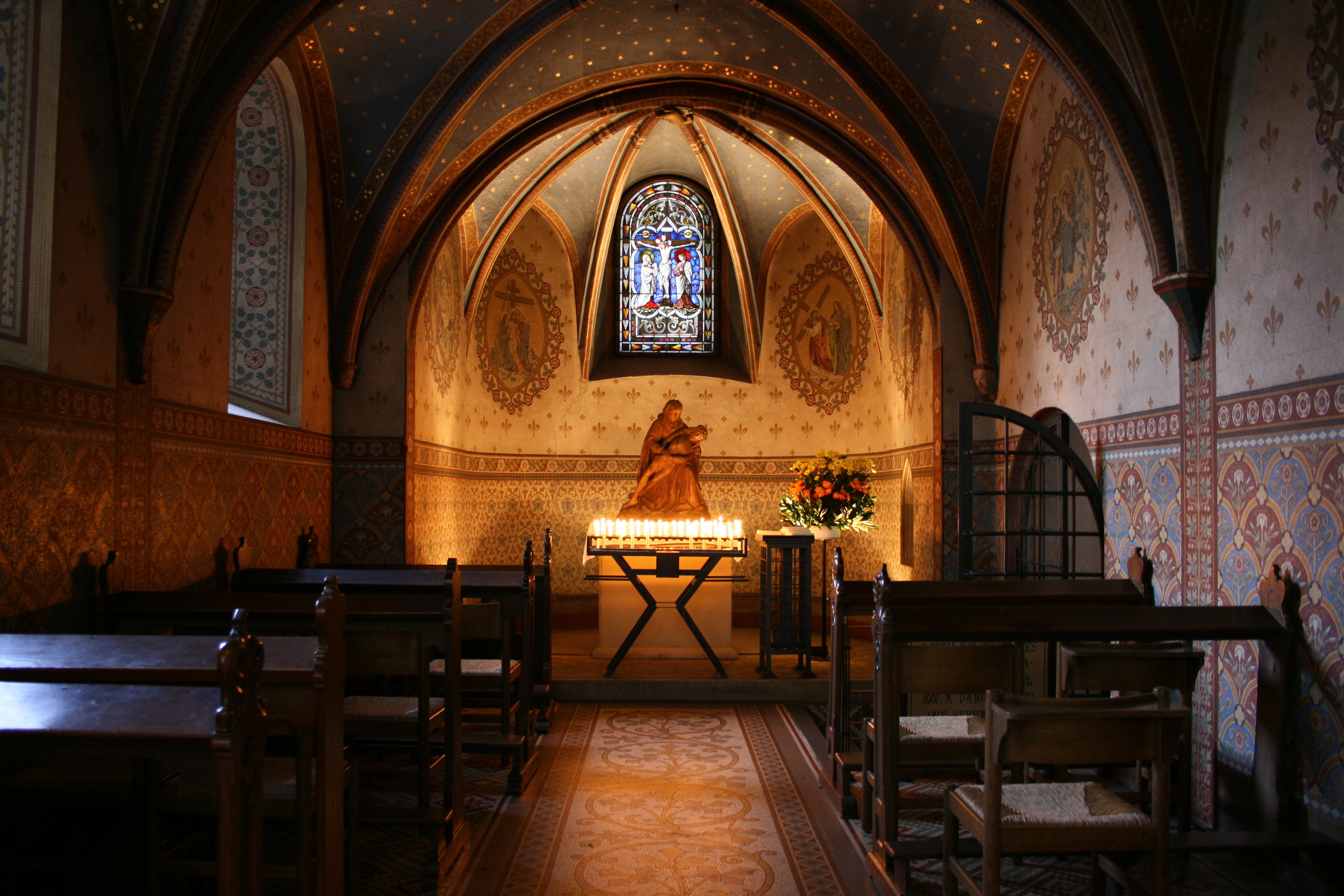
Mozaïekkapel
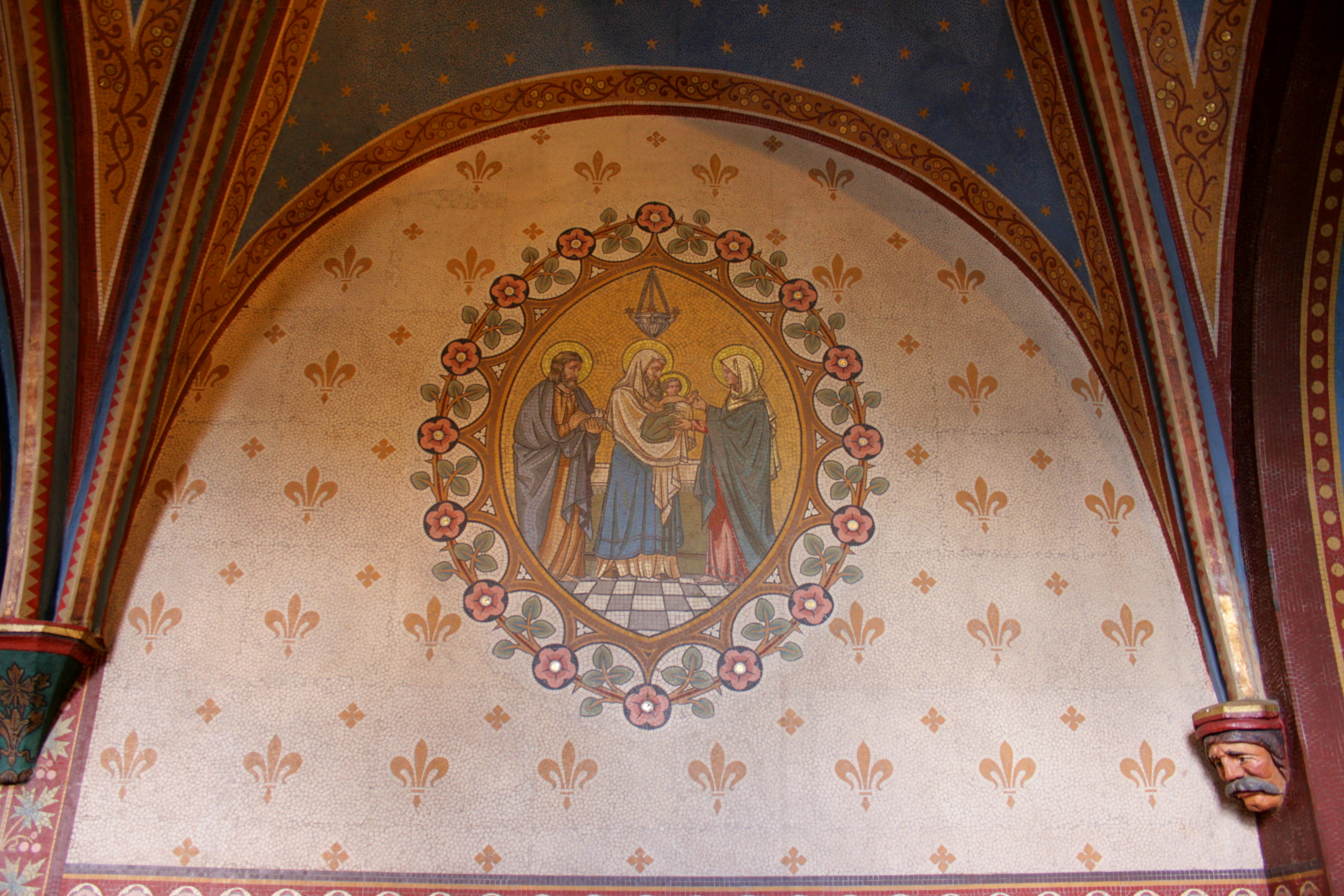
Mandorla in de mozaïekkapel
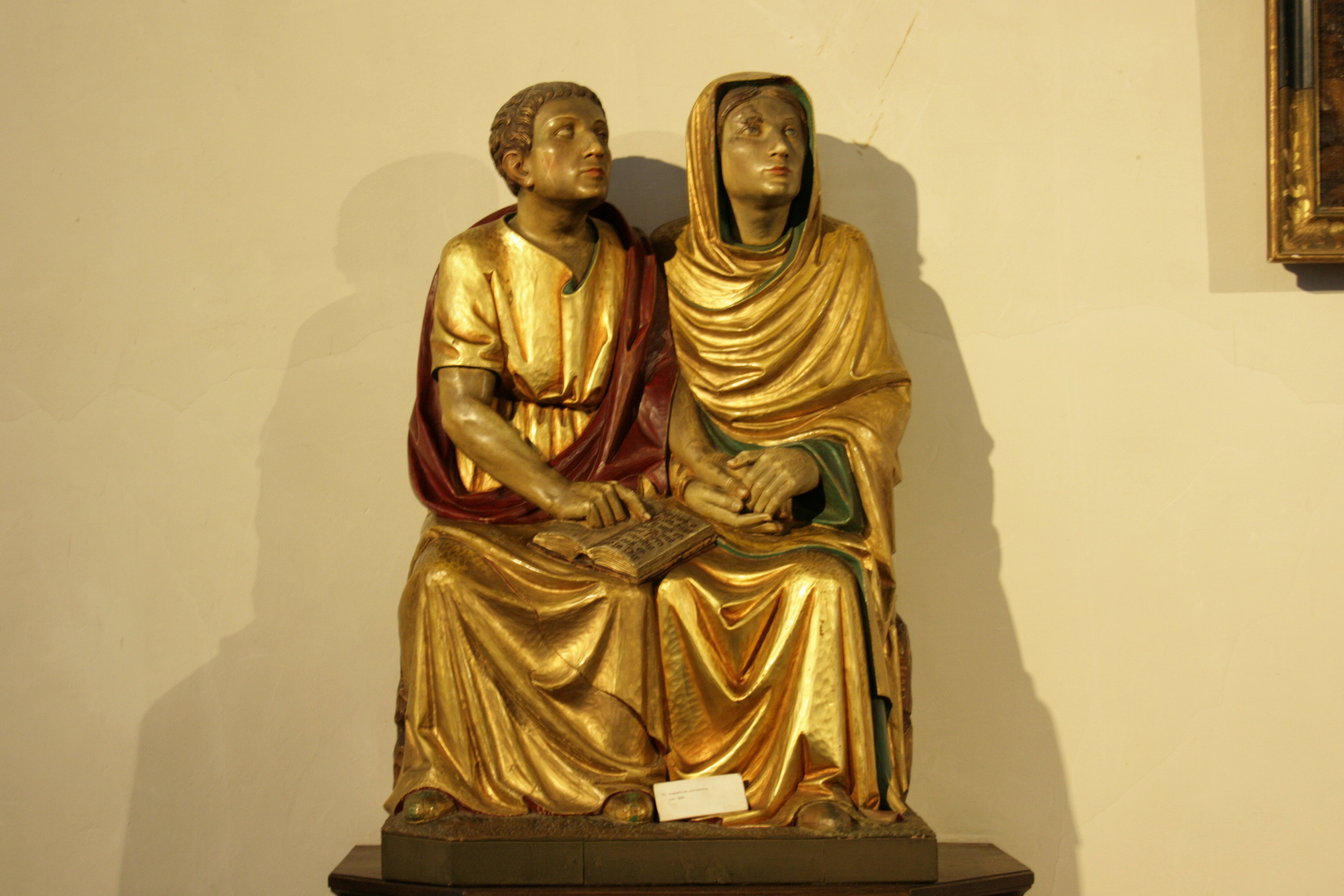
Heiligenbeeld